# مدار ۱۱ درجه جنوبی
مدار ۱۱ درجه جنوبی، دایره‌ای از عرض جغرافیایی است که در ۱۱ درجهٔ جنوبی خط استوا  قرار دارد.

## گذر از مناطق
| مختصات‌ها                                             | کشور، قلمرو یا دریا   | توضیحات |
| ---------------------------------------------------- | --------------------- | --- |
| ۱۱°۰′ جنوبی ۰°۰′ شرقی / ۱۱٫۰۰۰°جنوبی ۰٫۰۰۰°شرقی      | اقیانوس اطلس          | |
| ۱۱°۰′ جنوبی ۱۳°۵۲′ شرقی / ۱۱٫۰۰۰°جنوبی ۱۳٫۸۶۷°شرقی   | آنگولا                | |
| ۱۱°۰′ جنوبی ۲۲°۱۲′ شرقی / ۱۱٫۰۰۰°جنوبی ۲۲٫۲۰۰°شرقی   | جمهوری دموکراتیک کنگو | |
| ۱۱°۰′ جنوبی ۲۳°۲۰′ شرقی / ۱۱٫۰۰۰°جنوبی ۲۳٫۳۳۳°شرقی   | آنگولا                | |
| ۱۱°۰′ جنوبی ۲۳°۳۸′ شرقی / ۱۱٫۰۰۰°جنوبی ۲۳٫۶۳۳°شرقی   | جمهوری دموکراتیک کنگو | For about 8km |
| ۱۱°۰′ جنوبی ۲۳°۴۳′ شرقی / ۱۱٫۰۰۰°جنوبی ۲۳٫۷۱۷°شرقی   | آنگولا                | For about 5km |
| ۱۱°۰′ جنوبی ۲۳°۴۶′ شرقی / ۱۱٫۰۰۰°جنوبی ۲۳٫۷۶۷°شرقی   | جمهوری دموکراتیک کنگو | For about 13km |
| ۱۱°۰′ جنوبی ۲۳°۵۳′ شرقی / ۱۱٫۰۰۰°جنوبی ۲۳٫۸۸۳°شرقی   | آنگولا                | For about 15km |
| ۱۱°۰′ جنوبی ۲۴°۱′ شرقی / ۱۱٫۰۰۰°جنوبی ۲۴٫۰۱۷°شرقی    | زامبیا                | For about 13km |
| ۱۱°۰′ جنوبی ۲۴°۸′ شرقی / ۱۱٫۰۰۰°جنوبی ۲۴٫۱۳۳°شرقی    | جمهوری دموکراتیک کنگو | |
| ۱۱°۰′ جنوبی ۲۸°۳۰′ شرقی / ۱۱٫۰۰۰°جنوبی ۲۸٫۵۰۰°شرقی   | زامبیا                | |
| ۱۱°۰′ جنوبی ۳۳°۱۸′ شرقی / ۱۱٫۰۰۰°جنوبی ۳۳٫۳۰۰°شرقی   | مالاوی                | |
| ۱۱°۰′ جنوبی ۳۴°۱۳′ شرقی / ۱۱٫۰۰۰°جنوبی ۳۴٫۲۱۷°شرقی   | دریاچه مالاوی         | |
| ۱۱°۰′ جنوبی ۳۴°۳۶′ شرقی / ۱۱٫۰۰۰°جنوبی ۳۴٫۶۰۰°شرقی   | تانزانیا              | |
| ۱۱°۰′ جنوبی ۳۹°۳۰′ شرقی / ۱۱٫۰۰۰°جنوبی ۳۹٫۵۰۰°شرقی   | موزامبیک              | |
| ۱۱°۰′ جنوبی ۴۰°۳۰′ شرقی / ۱۱٫۰۰۰°جنوبی ۴۰٫۵۰۰°شرقی   | اقیانوس هند           | |
| ۱۱°۰′ جنوبی ۱۲۲°۵۱′ شرقی / ۱۱٫۰۰۰°جنوبی ۱۲۲٫۸۵۰°شرقی | اندونزی               | Passing through the island of Dana just south of Rote Island                                                                                             |
| ۱۱°۰′ جنوبی ۱۲۲°۵۲′ شرقی / ۱۱٫۰۰۰°جنوبی ۱۲۲٫۸۶۷°شرقی | دریای تیمور           | Passing just north of Melville Island and the Cobourg Peninsula, استرالیا                                                                                |
| ۱۱°۰′ جنوبی ۱۳۲°۳۳′ شرقی / ۱۱٫۰۰۰°جنوبی ۱۳۲٫۵۵۰°شرقی | استرالیا              | Croker Island, قلمرو شمالی (استرالیا) |
| ۱۱°۰′ جنوبی ۱۳۲°۳۴′ شرقی / ۱۱٫۰۰۰°جنوبی ۱۳۲٫۵۶۷°شرقی | دریای آرافورا         | Passing just north of the Wessel Islands, استرالیا |
| ۱۱°۰′ جنوبی ۱۴۲°۸′ شرقی / ۱۱٫۰۰۰°جنوبی ۱۴۲٫۱۳۳°شرقی  | استرالیا              | شبه‌جزیره کیپ یورک, کوئینزلند |
| ۱۱°۰′ جنوبی ۱۴۲°۴۴′ شرقی / ۱۱٫۰۰۰°جنوبی ۱۴۲٫۷۳۳°شرقی | دریای کورال           | Passing between islands of the Louisiade Archipelago, پاپوآ گینه نو                                                                                      |
| ۱۱°۰′ جنوبی ۱۵۲°۳۰′ شرقی / ۱۱٫۰۰۰°جنوبی ۱۵۲٫۵۰۰°شرقی | دریای سلیمان          | Passing just north of جزیره رنل, جزایر سلیمان |
| ۱۱°۰′ جنوبی ۱۶۲°۶′ شرقی / ۱۱٫۰۰۰°جنوبی ۱۶۲٫۱۰۰°شرقی  | دریای کورال           | Passing just south of Makira island, جزایر سلیمان · Passing just south of Nendo Island, جزایر سلیمان · Passing just north of Utupua Island, جزایر سلیمان |
| ۱۱°۰′ جنوبی ۱۶۷°۲۶′ شرقی / ۱۱٫۰۰۰°جنوبی ۱۶۷٫۴۳۳°شرقی | اقیانوس آرام          | Passing just north of جزیره سواینس, ساموای آمریکا (claimed by توکلائو) · Passing just south of پوکاپوکا atoll, جزایر کوک                                 |
| ۱۱°۰′ جنوبی ۷۷°۴۰′ غربی / ۱۱٫۰۰۰°جنوبی ۷۷٫۶۶۷°غربی   | پرو                   | |
| ۱۱°۰′ جنوبی ۷۰°۲۷′ غربی / ۱۱٫۰۰۰°جنوبی ۷۰٫۴۵۰°غربی   | برزیل                 | اکری |
| ۱۱°۰′ جنوبی ۷۰°۶′ غربی / ۱۱٫۰۰۰°جنوبی ۷۰٫۱۰۰°غربی    | پرو                   | |
| ۱۱°۰′ جنوبی ۶۹°۳۲′ غربی / ۱۱٫۰۰۰°جنوبی ۶۹٫۵۳۳°غربی   | بولیوی                | |
| ۱۱°۰′ جنوبی ۶۸°۵۹′ غربی / ۱۱٫۰۰۰°جنوبی ۶۸٫۹۸۳°غربی   | برزیل                 | Acre |
| ۱۱°۰′ جنوبی ۶۸°۵۰′ غربی / ۱۱٫۰۰۰°جنوبی ۶۸٫۸۳۳°غربی   | بولیوی                | |
| ۱۱°۰′ جنوبی ۶۸°۴۷′ غربی / ۱۱٫۰۰۰°جنوبی ۶۸٫۷۸۳°غربی   | برزیل                 | Acre - for about 15km |
| ۱۱°۰′ جنوبی ۶۸°۱۹′ غربی / ۱۱٫۰۰۰°جنوبی ۶۸٫۳۱۷°غربی   | بولیوی                | |
| ۱۱°۰′ جنوبی ۶۵°۱۸′ غربی / ۱۱٫۰۰۰°جنوبی ۶۵٫۳۰۰°غربی   | برزیل                 | روندونیا ماتو گروسو توکانتینس باهیا سرژیپه |
| ۱۱°۰′ جنوبی ۳۷°۳′ غربی / ۱۱٫۰۰۰°جنوبی ۳۷٫۰۵۰°غربی    | اقیانوس اطلس          | |